# Marika Taylor
Marika Maxine Taylor (1974) é uma física britânica, professora de física teórica da Universidade de Southampton.

## Formação e carreira
Taylor foi inspirada a estudar física depois de ler Uma Breve História do Tempo enquanto era estudante de General Certificate of Education Advanced Level. Estudou física na Universidade de Cambridge, onde ouviu uma série de aulas de Stephen Hawking e Roger Penrose sobre cosmologia. Isso a inspirou a escolher cursos sobre cosmologia e buracos negros para seu último ano de estudo. Permaneceu em Cambridge, onde completou a Parte III do Mathematical Tripos. Em 1995 ganhou o Prêmio Mayhew, concedido anualmente pela Faculdade de Matemática da Universidade de Cambridge ao aluno que apresenta maior distinção em Matemática Aplicada. Sua tese de doutorado, Problems in M-theory, foi supervisionada por Stephen Hawking, que defendeu em 1998. Continuou a publicar com Hawking após deixar Cambridge.